# Weddicar
Weddicar est une paroisse civile de Cumbria, située dans le nord-ouest de l'Angleterre.